# Lejla Šarifová
Lejla Šarifová (persky لیلا شریفی (Lejlá Šarífí)‎, tádžicky Лайло Шарифова, rusky Лайло Шарипова, ázerbájdžánsky Leyla Şəripova, uzbecky Laylo Sharifova, německy Leila Scharifi; 28. ledna 1930 – 19. února 2024) byla íránská zpěvačka turkického původu, která strávila většinu své umělecké kariéry v exilu v sovětském Tádžikistánu.

## Životopis
Narodila se do rodiny podnikatele původem z tureckého Izmiru. Její matka pocházela z íránského Ázerbájdžánu. Vyrůstala v íránském Mašhadu. Jako začínající umělkyně podporovala s manželem íránského politika Muhammada Mosaddeka a jeho stranu Národního frontu. Po svržení Mosaddeka západními mocnostmi v roce 1953 utekla s manželem před stíháním do sovětského Tádžikistánu, kde si jejího pěveckého talentu všiml tádžický hudebník a tehdejší umělecký ředitel státního rozhlasu Fazliddin Šahobov. Se Šahobovem spolupracovala na popularizaci hudebního stylu šašmakom.
S rozmachem televize v šedesátých letech se stala jednou z nejpopulárnějších zpěvaček v Sovětském svazu. Její vystoupení doprovázela v prvé řadě populární tádžický hudební soubor Gulšan. Jejím dvorním skladatelem byl Zijodullo Šachidi (Зиёдулло Шахиди). Dále spolupracovala s Fajzullo Ansorím (Файзулло Ансори), Mirzo Turdonzodem (Мирзо Турсунзода), Abdulsalomem Dechotím (Абдусалом Дехоти) nebo uzbeckým skladatelem Mutalem Burhonovem.
V 70. letech však její hvězda začala pomalu uvadat z důvodů nové orientace tádžické populární hudby – tehdejší hudební představitelé jí nutili zpívat výhradně v tádžickém jazyce. Častěji proto jezdila do sousedního Uzbekistánu. V roce 1978 se přestěhovala do ázerbájdžánského Baku, kde nejvíce spolupracovala s orchestrem Jevgenije Živajeva, dále zpívala s hudebními soubory Chatira (Xatirə) nebo Dan ulduz (Dan ulduzu). Po smrti manžela počátkem 80. let dvacátého století ze Sovětského svazu emigrovala za dcerou do Německa. V roce 2020 oslavila v Düsseldorfu 90. narozeniny.

### Písně
- Muchabbat (Мухаббат)
- Ej, mohi hindu (Эй, моҳи ҳинду)
- Ošik budam, Lajli (Ошик будам, Лайли)